# 埃塞俄比亞傍人
埃塞俄比亞傍人（学名：Paranthropus aethiopicus），是已滅絕的人科傍人属物种。於1985年在肯雅的圖爾卡納湖以西發現編號KNM WT 17000的化石，由於高鎂成份而顯得很深色，故亦被稱為「黑頭骨」。它是最早的粗壯南方古猿類之一。這個頭顱骨估計屬於250萬年前，較其他粗壯的南方古猿類更早。人類學家相信埃塞俄比亞傍人生存於270-250萬年前。他有很多原始的特徵，且與阿法南方古猿有很多相似的特徵，故此他有可能是其直系祖先。他的面部如阿法南方古猿般突出，顱腔較細小，只有410立方厘米。
埃塞俄比亞傍人首先於1968年在埃塞俄比亞發現，包括有下頜骨及牙齒碎片。他的矢狀嵴及顴弓適合咀嚼硬物。由於只有少量的化石，故對他所知甚少，但他可能與阿法南方古猿差不多高。
由於埃塞俄比亞人傍人的頭顱骨較似阿法南方古猿，故並非所有人類學家都認同他是鮑氏傍人及羅百氏傍人的祖先。不過，他的顎骨大小卻與他們相近。埃塞俄比亞傍人相信是生活在大草原及林地。埃塞俄比亞傍人的頭顱骨形狀顯示他是人科演化樹下的一個分支，但卻與人屬分開。